# 서울 경전철
서울 경전철(서울 輕電鐵)은 서울특별시의 경전철 노선 체계이다. 서울 지하철, 나아가 수도권 전철 체계에 포함되어 있다.
서울 경전철은 3기 지하철의 건설에도 불구하고 존재하는 도시 철도 음영지역에 대한 교통시설 확충의 일환으로서 건설되기 시작하였다. 2017년 9월 2일 우이신설선이 처음으로 개통되었고, 2022년 5월 28일에 두 번째 노선인 신림선이 개통되었다. 두 노선은 현재 운영 중이며, 나머지 노선은 아직 계획·공사 중이다.
서울 경전철의 노선색으로는 각 노선별 주요색상을 설정하고, 서울 경전철의 공통 주조색인 ●진한 회색과 함께 사용된다.

## 계획의 전개
1993년 11월 9~12호선의 계획이 도출되었으나, 대한민국이 IMF 구제금융사건을 겪으면서 국제 통화 기금의 권고로 해당 계획은 대폭 축소된다. 즉 9호선만 온전히 건설되고, 나머지 10~12호선의 건설 계획은 백지화된 것이다. 그러다가 2000년 11월 서울특별시에서는 ‘서울시 교통정비 중기계획’을 발표하였는데, 여기에는 열두 개의 신교통수단 노선이 포함되어 있었다. 이후 2001년 12월 건설교통부(현 국토교통부)에서는 서울시와는 별도로 ‘수도권 광역교통망 계획’에서 여섯 개의 경전철 노선을 포함시켰는데, 이를 나열하면 월계청량선·미아삼양선·신림난곡선·목동선·은평선·면목선 등이었다. 월계청량선은 지금의 동북선, 미아삼양선은 지금의 우이신설선과 거의 같았다.
상기 계획을 발전시켜 2007년 6월 서울시가 발표한 ‘서울시 10개년 도시철도 기본계획(안)’에서, 서울 경전철 노선은 대략적으로 확정되었다. 이 노선은 이미 사업이 추진 중이던 우이신설선을 제외하고도 신림선·동북선·면목선·서부선·목동선·DMC모노레일·우이~방학선(우이신설선 연장) 등 7개 노선으로서, 10호선은 면목선, 11호선은 목동선, 12호선은 동북선 등으로 그 노선의 일부분이 계승되는 형태였다. 이들 노선과는 별도로 강남구에서는 강남 일대를 순환하는 강남모노레일을, 관악구와 서울시에서는 난곡GRT를 추진하였다.
2013년에는 서울시에서 2007년의 계획에 위례신사선, 위례신도시 트램, 9호선 강일동 연장 등을 추가하고, 사업성이 떨어진 DMC모노레일을 제외한 계획을 내놓았다. 이는 거의 그대로 확정되어 2015년 6월 30일 국토교통부에서 관보에 고시하였다.
2019년 2월 20일에는 ‘제2차 서울특별시 10개년 도시철도망 구축계획(안)’이 새로 발표되어, 2015년 관보 고시 기준 계획에 비하여 약간의 변동이 있었다. 대표적으로 목동역~청량리역 간 강북횡단선이 추가되었고, 그 밖에 서부선 급행화, 서부선 연장, 신림선 연장, 4호선 급행화, 5호선 본선-지선 직결 등이 추가되었다.
2020년 11월 18일 대한민국 국토교통부에서 제2차 서울특별시 도시철도망 구축계획 확정을 하였다.

## 노선

### 개통된 노선
- ● 서울 경전철 우이신설선: 북한산우이~신설동 11.4㎞, 2017년 9월 2일 개통.
- ● 서울 경전철 신림선: 샛강~관악산 8.1㎞, 2022년 5월 28일 개통.

### 공사 중 또는 계획 중
이미 착공하였거나, 기본계획이나 실시계획이 고시되었거나, 2020년 11월 17일에 대한민국관보에 고시된 서울특별시 도시철도망 구축계획에 포함됨으로써 추진이 확정된 노선은 다음과 같다.
- 서울 경전철 난곡선: 보라매공원역 ~ 신대방역 ~ 난곡사거리 ~ 난향동 4.08㎞
- ● 서울 경전철 동북선: 왕십리역~고려대~우이천~불암산~상계역 13.3㎞[8], 2026년 7월 개통 예정.
- 서울 경전철 위례선: 마천역~위례동주민센터~위례중앙광장~복정역/남위례역 5.4㎞[9], 2025년 9월 개통 예정.
- 서울 경전철 위례신사선: 위례내부~가락시장~학여울~청담~신사역 14.8㎞
- 서울 경전철 강북횡단선: 청량리역~목동역 25.72㎞
- 서울 경전철 서부선: 새절역~신촌역~장승배기역~서울대입구역 15.77㎞[10]
- 서울 경전철 서부선 연장선: 서울대입구역~관악산역 1.72㎞
- 서울 경전철 목동선: 신월동~당산역 10.87㎞
- 서울 경전철 면목선: 청량리역~신내역 9.05㎞
- ● 서울 경전철 우이신설선 연장: 솔밭공원역~방학역 3.50㎞

### 구상 중
아래 목록은 도시철도망 구축계획에 포함되지 않은 단순 구상 단계의 노선이지만, 추진이 논의되고 있는 노선이다.
- 서울 경전철 위례과천선: 마천역~위례중앙~복정역~대공원역~정부과천청사역/추가역 5.4㎞[11]
- 서울 경전철 신구로선

## 같이 보기
- 1기 지하철
- 2기 지하철
- 3기 지하철